# 熊野村 (富山県上新川郡)
熊野村（くまのむら）は、かつて富山県上新川郡にあった村。

## 沿革
- 1889年（明治22年）4月1日 - 町村制の施行により、上新川郡悪王寺村、島田村、小中村、杉瀬村、下千俵村、陀羅尼寺村、金屋村、吉岡村、経力村、宮保村、森田村、上石田村、古上野村、林崎村、青柳新村、牧田村、江本村、下熊野村の区域の一部、安養寺村の区域の一部、辰尾村の区域の一部、上熊野村の区域の一部及び辰尾新村の区域の一部の区域をもって、上新川郡熊野村が発足する。
- 1955年（昭和30年）4月1日 - 上新川郡新保村、熊野村及び月岡村が合併して、上新川郡富南村が発足する。

## 歴代村長
出典→
- 初代：坂井彦四郎（1889年5月 - 1890年2月）
- 2代目：福村清平（1890年2月19日 - 1893年3月）
- 3代目：福村清平（1893年4月17日 - 1896年12月）
- 4代目：清水孫太郎（1896年12月29日 - 1900年10月）
- 5代目：藤永義治（1900年11月15日 - 1903年3月24日）
- 6代目：若林久義（1903年3月30日 - 1904年3月22日）
- 7代目：藤永義治（1904年4月5日 - 1904年10月26日）
- 8代目：藤永義治（1904年12月14日 - 1905年11月30日）
- 9代目：安井文雄（1906年3月20日 - 1910年3月19日）
- 10代目：安井文雄（1910年4月9日 - 1910年9月9日）
- 11代目：野村金次郎（1910年9月27日 - 1914年9月7日）
- 12代目：野村金次郎（1914年10月7日 - 1916年11月4日）
- 13代目：福森調一郎（1916年11月13日 - 1920年11月12日）
- 14代目：安井文雄（1920年12月15日 - 1922年1月8日）
- 15代目：新山善七郎（1922年1月20日 - 1926年1月19日）
- 16代目：若林久義（1926年2月2日 - 1926年12月15日）
- 17代目：村本権作（1926年12月20日 - 1930年12月19日）
- 18代目：野村金次郎（1931年1月14日 - 1931年9月15日）
- 19代目：野村金次郎（1931年10月3日 - 1935年10月2日）
- 20代目：上野辰太郎（1935年10月16日 - 1939年10月15日）
- 21代目：清水太信（1939年11月18日 - 1941年6月14日）

（この間、職務管掌・伊藤孝〔1941年6月18日 - 1941年7月23日〕）
- 22代目：安井信正（1941年7月24日 - 1945年7月23日）
- 23代目：安井信正（1945年7月24日 - 1946年12月15日）
- 24代目：安井忠三（1947年4月10日 - 1951年4月9日、第一回公選）
- 25代目：安井忠三（1951年4月23日 - 1955年3月31日）

## 村役場の変遷
1889年（明治22年）の熊野村発足当初の村役場は村本権四郎方（旧戸長役場）に置かれていた（初代）。1892年（明治25年）宮保村の小学校横に移転独立（2代目、今の富山市道宮保森田線の中間辺り）。1897年（明治30年）5月20日には、悪王寺字水尻割159番地に、木造2階建て瓦葺（前口5間、奥行4間、20坪）の役場庁舎が竣工した（3代目、以降増改築が行われた）。1909年（明治42年）には、板葺き4坪5合の物置納屋を役場の後ろに建てている。
4代目の村役場庁舎は1933年（昭和8年）起工、1935年（昭和10年）5月に竣工した（物置除き159.8坪）。その後は熊野村役場→富南村役場→富山市役所富南支所として、1977年まで使用された。